# يورغن هورن
يورغن هورن (بالنرويجية البوكمول: Jørgen Horn)‏ (7 يونيو 1987 بأوسلو في النرويج - ) هو لاعب كرة قدم نرويجي في مركز الدفاع. شارك مع منتخب النرويج تحت 19 سنة لكرة القدم ومنتخب النرويج تحت 21 سنة لكرة القدم ومنتخب النرويج لكرة القدم. أما مع النوادي، فقد لعب مع نادي إلفسبورغ ونادي سترومسغودست لكرة القدم ونادي سترومسغودست ونادي فريدريكستاد ونادي فوليرينغا ونادي فيكينغ وKjelsås Fotball ‏ وMoss FK ‏.

## وصلات خارجية
- يورغن هورن على موقع اتحاد النرويج (النرويجية)
- يورغن هورن على موقع قاعدة بيانات كرة القدم.إي يو (الإنجليزية)
- يورغن هورن على موقع ناشيونال فوتبول تيمز (الإنجليزية)
- يورغن هورن على موقع Soccerway.com (الإنجليزية)